# مايا ساندو
مايا ساندو (بالمولدوفية: Maia Sandu) (ولدت 24 مايو 1972-) سياسية مولدوفية، والرئيس المُنتخب لمولدوفا، والزعيم الحالي لحزب العمل والتضامن (PAS)، ورئيس وزراء مولدوفا السابق (من 8 يونيو 2019 حتى 14 نوفمبر 2019). في 12 نوفمبر 2019، أُسقطت حكومة مايا ساندو بعد التصويت على اقتراح حجب الثقة. حيث صَوّت 63 (نائبا من الحزب الاشتراكي وPDM) من 101 نائب صوتوا على الاقتراح المقدم من الحزب الاشتراكي.
شغلت ساندو منصب وزير التعليم من عام 2012 إلى عام 2015 وعضو في برلمان مولدوفا من عام 2014 إلى عام 2015 وعام 2019. اُختيرت ساندو كمرشحة مشتركة لحزب منصة الكرامة والحقيقة، وحزب العمل والتضامن المؤيدين لأوروبا، لرئاسة مولدوفا في انتخابات 2016، ومع ذلك هُزمت في جولة الإعادة اللاحقة من قبل مرشح حزب الاشتراكيين الموالي لروسيا، إيغور دودون.

## النّشأة والتعليم
ولدت ساندو في 24 مايو 1972 في ريسيبيني، في مقاطعة فاليستي، في جمهورية مولدوفا الاشتراكية السوفيتية. من عام 1989 إلى عام 1994، تخصصت في الإدارة في أكاديمية الدراسات الاقتصادية في مولدوفا (ASEM). ثم، من 1995 إلى 1998، تخصصت في العلاقات الدولية في أكاديمية الإدارة العامة (AAP) في كيشيناو. في عام 2010، تخرجت في كلية جون إف كينيدي للإدارة الحكومية بجامعة هارفارد، وهي تتحدث الروسية والإسبانية والإنجليزية بالإضافة إلى لغتها الأم الرومانية.

## الحياة السياسيّة
شغلت ساندو من 2012 إلى 2015 منصب وزيرة التعليم في مولدوفا. في 23 يوليو 2015 اعتبرها الحزب الديمقراطي الليبرالي مرشحًا لمنصب رئيس الوزراء المقبل لمولدوفا، خلفًا لناتاليا غيرمان وشيريل جابوريتشي.

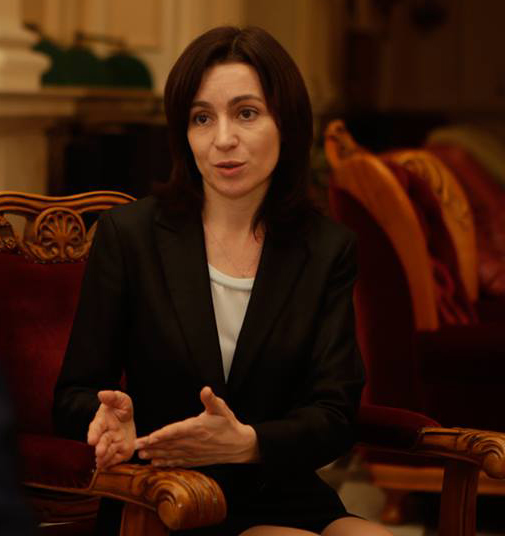
ساندو في اجتماع مع أوفيديو رايشي في يناير 2016

بعد يوم من اقتراحها من قبل تحالف متجدد مؤيد لأوروبا، حددت ساندو مغادرة رئيسة البنك الوطني لمولدوفا، دورين دروغوتشانو والمدعي العام كورنيليو غورين، كشرط لقبولها المنصب. في نهاية المطاف، رُشّحَ فاليريو ستريليش بدلًا من ساندو من قبل رئيس مولدوفا.
في 23 ديسمبر 2015 أطلقت منصة ("In step with Maia Sandu") الذي أصبح فيما بعد حزبًا سياسيًا يسمى حزب العمل والتضامن.
في عام 2016، كانت ساندو هي المرشح المؤيد لأوروبا في الانتخابات الرئاسية في مولدوفا. تعمل على برنامج عمل مؤيد للاتحاد الأوروبي، وكانت واحدة من اثنين من المرشحين الذين وصلوا إلى جولة الإعادة من الانتخابات.
وفقًا لبعض استطلاعات الرأي من عام 2019، صُنّفت ساندو من بين أكثر ثلاثة سياسيين موثوق بهم في مولدوفا. وأظهر أحدث استطلاع متاح، أجراه صندوق الرأي العام، أن ساندو هي ثاني أكثر شخصية سياسية موثوقة، حيث بلغت نسبة الاستطلاع 24٪، بعد إيغور دودون الذي حقق بحسب استطلاعات الرأي نسبة 26٪. ومع ذلك، فإن استطلاعات الرأي الأخرى الأقدم تضعها في المرتبة الأدنى، في المركز السادس.

### رئاسة الوزراء

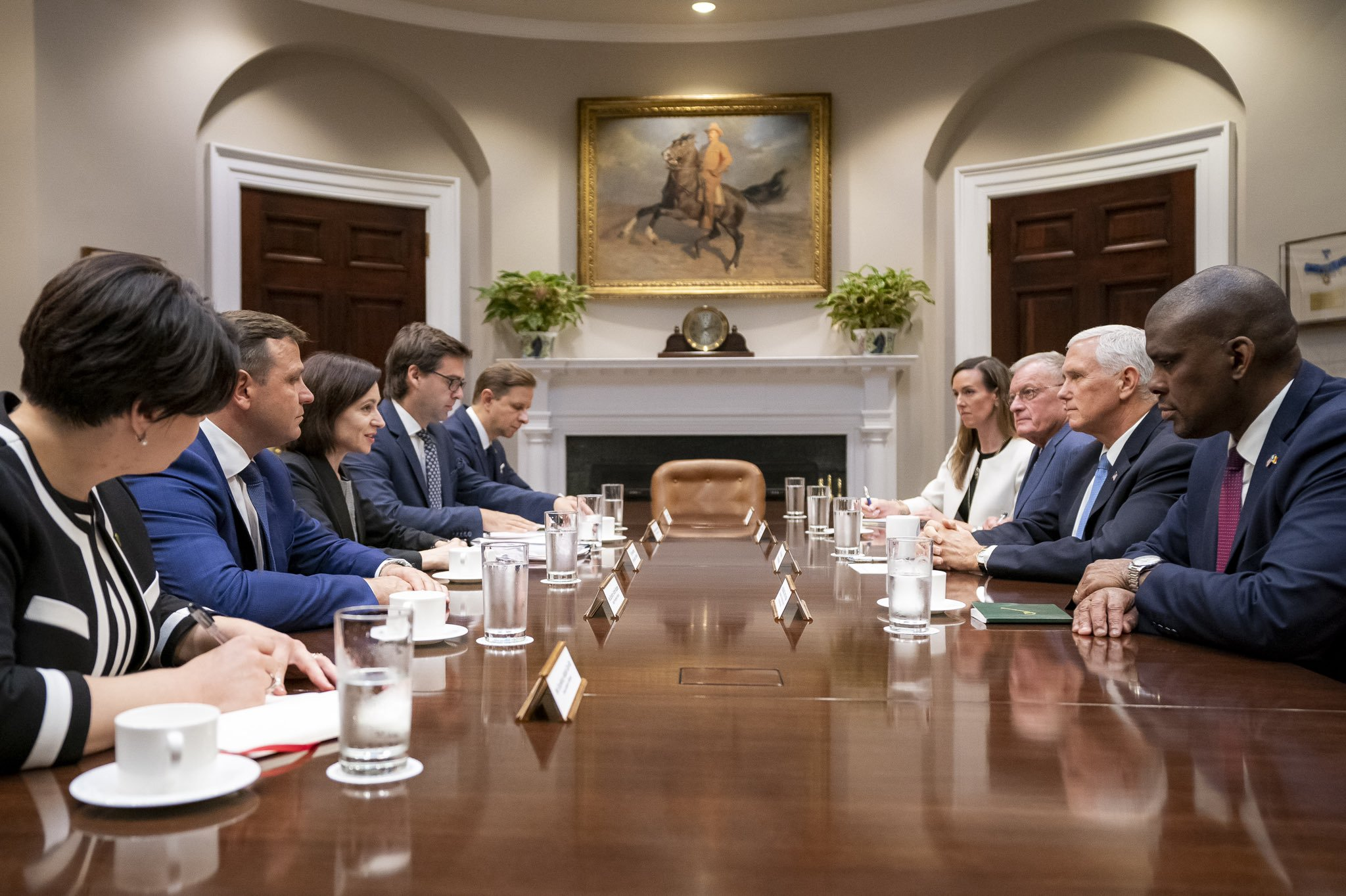
لقاء ساندو مع نائب الرئيس مايك بنس في البيت الأبيض، سبتمبر 2019.

في الانتخابات البرلمانية لعام 2019، شكل حزب العمل والتضامن برئاسة ساندو مع حليفه حزب منصة الكرامة والحقيقة بقيادة أندريه نوستاس الكتلة الانتخابية ACUM وحصل على 26 من 101 مقعدًا في برلمان مولدوفا. في 8 يونيو 2019، انتخبت مايا ساندو رئيسة لوزراء مولدوفا في حكومة ائتلافية مع PSRM. في اليوم نفسه، أعلنت المحكمة الدستورية في مولدوفا عدم دستورية تعيينها لهذا المنصب، وكذلك تعيين حكومة جمهورية مولدوفا، مما أثار الأزمة الدستورية لعام 2019. ومع ذلك، في 15 يونيو 2019، قامت المحكمة الدستورية بمراجعة وإلغاء قراراتها السابقة التي أعلنت أن حكومة ساندو قد شُكلت دستوريًا.
في اليوم التالي، دعت إلى استعادة النظام العام، وثني المواطنين عن حضور التجمعات المحلية. في يونيو 2019، رفعت حظرًا فرضه رئيس الوزراء السابق فيليب في مارس 2017 على الزيارات الرسمية من قبل المسؤولين الحكوميين إلى روسيا. في إحدى مقابلاتها الأولى لوسائل الإعلام الأجنبية، أعلنت نيتها أن تطلب من وزارة الخزانة الأمريكية إضافة فلاد بلاهوتنيوك إلى قائمة ماغنيتسكي. في أغسطس، طلبت ساندو من مستشارية الدولة إعداد مشروع مرسوم إعلان يوم 23 أغسطس ليكون اليوم الأوروبي لإحياء ذكرى ضحايا الستالينية والنازية بدلاً من يوم التحرير العادي. عارض المرسوم شريكها في الائتلاف، PSRM، حيث أعلن رئيس مولدوفا وزعيم الحزب الشيوعي الثوري السابق إيغور دودون أنه سيحتفل بالموعد بالطريقة القديمة، رافضًا اقتراح ساندو.
في عهد مايا ساندو، بدأت مولدوفا في اتخاذ خطوات نحو الاتحاد الأوروبي لأن ساندو نفسها مؤيدة لأوروبا. أطيح بمايا ساندو من منصب رئيس الوزراء في 12 نوفمبر 2019 بعد تصويت بحجب الثقة. وظلت تتولى مهام المنصب حتى تشكيل حكومة جديدة.

#### الرحلات الدولية كرئيسة للوزراء

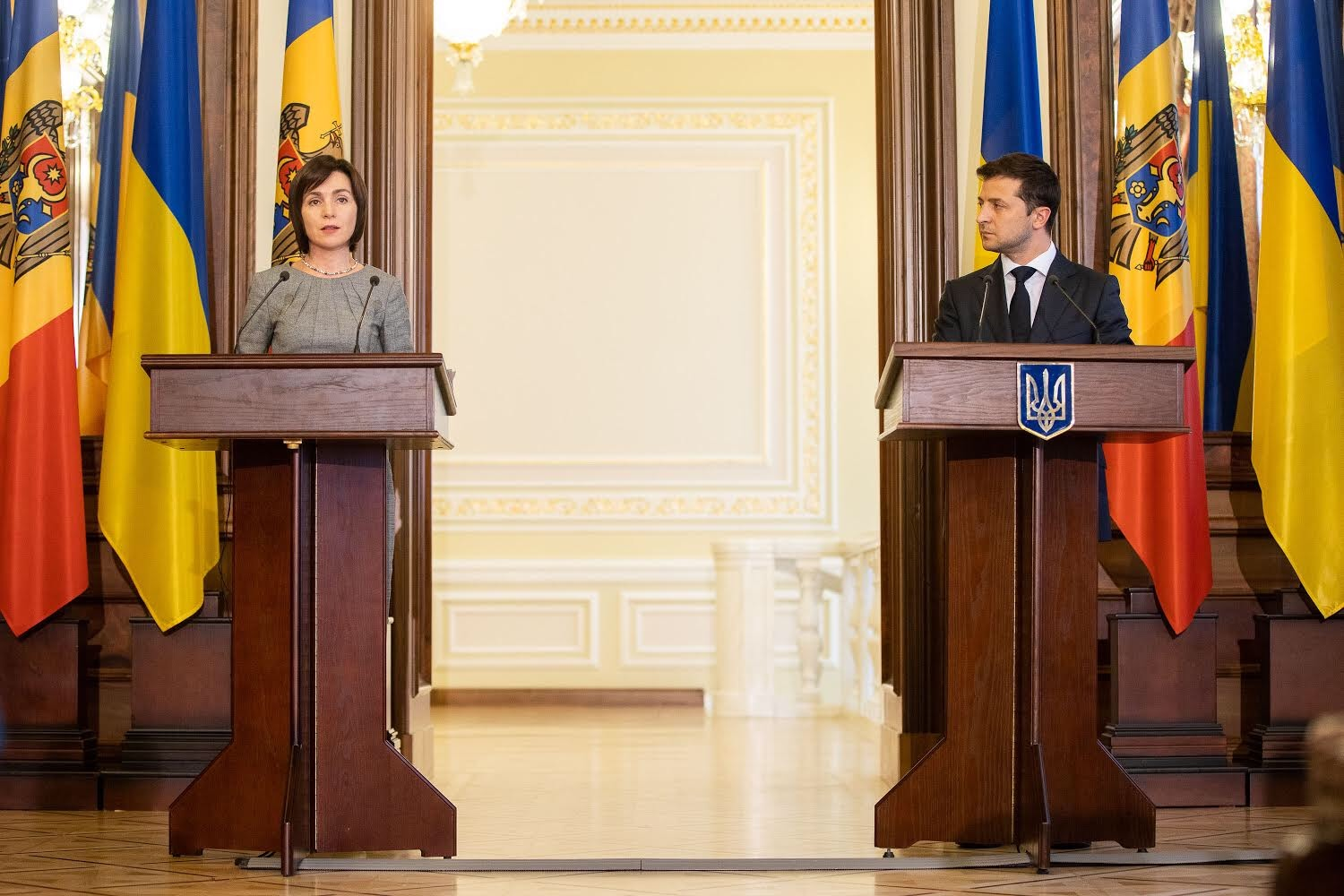
ساندو مع فولوديمير زيلينسكي في كييف، يوليو 2019.

| التاريخ        | البلد            | المدينة        |
| -------------- | ---------------- | -------------- |
| 2 يوليو 2019   | رومانيا          | بوخارست        |
| 3-4 يوليو 2019 | بلجيكا           | بروكسل         |
| 11 يوليو 2019  | أوكرانيا         | كييف           |
| 16 يوليو 2019  | ألمانيا          | برلين          |
| 22 أغسطس 2019  | ليتوانيا         | فيلنيوس        |
| 11 سبتمبر 2019 | الولايات المتحدة | واشنطن العاصمة |

### الحملة الرئاسية 2020
أعلنت ساندو عن ترشحها للانتخابات الرئاسية لعام 2020 في 18 يوليو، معلنة أنه لن تكون هناك حاجة إلى مرشح مشترك مؤيد لأوروبا حيث لا يوجد خطر من عدم وجود مرشحين مؤيدين لأوروبا في الجولة الثانية. أطلقت ساندو حملتها رسميًا في 2 أكتوبر 2020، حيث ألقت خطابين باللغتين الرومانية والروسية واعدة بمحاربة الفساد والفقر وإصلاح نظام العدالة الجنائية. متهمةً الرئيس دودون، بتعمد عرقلة الأخير. نظرًا لعدم حصول أي مرشح على أغلبية الأصوات في الجولة الأولى، أجريت جولة الإعادة بين ساندو ودودون في 15 نوفمبر، حيث فازت ساندو بنسبة 57.75 ٪ من الأصوات الشعبية. هنأها على فوزها كبار قادة الاتحاد الأوروبي، وكذلك الرئيس الأوكراني فولوديمير زيلينسكي، وقاسم جومارت توكاييف من كازاخستان، والرئيس الأذري إلهام علييف وكلاوس يوهانيس من رومانيا. كما تلقت ساندو التهنئة من الرئيس الروسي فلاديمير بوتين، الذي أيد دودون في البداية. في مؤتمرها الصحفي، أعلنت أن مولدوفا تحت قيادتها «ستؤمن توازنًا حقيقيًا في السياسة الخارجية، مسترشدة بالمصالح الوطنية لمولدوفا»، و«سوف نجري حوارًا عمليًا مع جميع البلدان، بما في ذلك رومانيا وأوكرانيا والدول الأوروبية وروسيا والولايات المتحدة».